# محاري ناعم
محاري ناعم (الاسم العلمي: Pleurotus levis) هو نوع من الفطريات يتبع جنس المحاري من فصيلة المحارية.